# Lar (Iran)
Lār (farsi لار) è il capoluogo dello shahrestān di Larestan, circoscrizione Centrale, nella provincia di Fars. Aveva, nel 2006, una popolazione di 51.961 abitanti. Originariamente si chiamava Lad, come uno degli eroi del poema epico Shahnameh. La lingua locale è il lari che deriva dal pahlavi (il medio persiano). La città si divide in due aree: Shahre-ghadim (la città vecchia) e Shahre-jadid (la città nuova) costruita dopo il terremoto del 1960. Nella città vecchia si trova il bazar di Qaisariye, di epoca pre-safavide, che è stato inserito nelle liste provvisorie del patrimonio dell'umanità dell'UNESCO.